# Csabrendek, Veszprém
Csabrendek  este un sat în districtul Sümeg, județul Veszprém, Ungaria, având o populație de 3.107 locuitori (2011). 

## Demografie
Componența etnică a satului Csabrendek
     Maghiari (95,96%)
     Romi (2,79%)
     Necunoscut (0,37%)
     Germani (0,88%)
     Alții (0,37%)
Componența confesională a satului Csabrendek
     Romano-catolici (66,56%)
     Fără religie (8,85%)
     Reformați (2,06%)
     Necunoscută (21,56%)
     Alte religii (1,87%)
Conform recensământului din 2011, satul Csabrendek avea 3.107 locuitori. Din punct de vedere etnic, majoritatea locuitorilor (95,96%) erau maghiari, cu o minoritate de romi (2,79%). Apartenența etnică nu este cunoscută în cazul a 0,37% din locuitori.  Din punct de vedere confesional, majoritatea locuitorilor (66,56%) erau romano-catolici, existând și minorități de persoane fără religie (8,85%) și reformați (2,06%). Pentru 21,56% din locuitori nu este cunoscută apartenența confesională.